# Lydekkerina
Lydekkerina (лат.) — род раннетриасовых темноспондильных. Принадлежит к подотряду стереоспондильных (Stereospondyli). Истинное систематическое положение не вполне ясно — близка к ринезухидам с одной стороны и к более продвинутым стереоспондильным (группе трематозавров — капитозавров) — с другой. Мелкое (до 50 см длиной) наземное животное. Череп треугольно-округлых очертаний, глазницы примерно посередине длины черепа. Конечности сильные, достаточно окостеневшие. Вероятно, наземный хищник. Типовой и  единственный вид — Lydekkerina huxleyi. Описана Лидеккером в 1890 году под названием Bothriceps huxleyi.
Название рода предложено Р. Брумом в 1915 году. Долгое время считалась водным животным, но дополнительное изучение скелета (К. Паули, А. Уоррен, 2005) показало, что это не так. Известна по многочисленным черепам и частям скелета из раннего триаса (зона Lystrosaurus) Южной Африки. Интересно, что Lydekkerina имеет некоторые признаки молодых особей семейства Mastodonsauridae и может представлять своеобразную неотеническую форму, но не водную, а наземную. Остатки Lydekkerina всегда встречаются вместе с остатками листрозавров и цинодонтов-тринаксодонов, но никогда — вместе с остатками рыб. Таким образом, это было истинно наземное животное, возвращавшееся к воде лишь для размножения. (Из поздней перми описаны необычные биоценозы, лишённые рыб и любых жабродышаших водных позвоночных, но обильные остатками явно водных низших тетрапод — подобная картина могла иметь место и в раннем триасе).
Остатки Lydekkerina также описаны из раннего триаса Австралии.